# Via dei Leoni
Via dei Leoni è una strada del centro storico di Firenze, posta tra piazza del Grano (nella zona dove convergono via de' Neri e via della Ninna) e piazza di San Firenze (via de' Gondi e borgo de' Greci). Se da un lato è per l'intero tratto chiusa dalla mole della fabbrica del Palazzo Vecchio, dall'altro si apre a via Vinegia (tramite un'arcata) e a via del Corno. A Firenze esiste anche una via del Leone, in Oltrarno, il cui nome è però legato, in tutta probabilità, all'insegna di un'osteria.

## Storia
Il tracciato della vila è molto antico, e segue quello della prima cerchia di mura della città, ovvero del fossato (fosso di Schiaraggio o Scheraggio) che vi scorreva di lato. La denominazione attuale si spiega per la presenza, dal lato del palazzo della Signoria, prima che questo fosse ampliato da questo lato tra il 1588 e il 1596, del serraglio in cui venivano allevati i leoni, animali sacri a Marte e simbolo del Popolo di Firenze, "che si riconosceva dal suo Marzocco, leone posato con lo stemma fiorentino nella branca, e il cui nome, appunto, deriva da Marte" . 
Oltre al serraglio, su questo lato della strada, avevano inoltre sede le case del Capitano e del Vessillifero di Giustizia, che vennero poi inglobate nel palazzo pubblico, restando però visibili alcune tracce delle preesistenze. 
Trasferito il serraglio nel 1550 nelle stalle di piazza San Marco, la zona conservò tuttavia nella denominazione della strada memoria dei fatti, inizialmente con la variante di via del Leon Vecchio. 

### Vita del serraglio
La presenza dei leoni è attestata a Firenze dal Duecento, inizialmente tenuti in piazza San Giovanni dove in seguito sarebbe sorta la Loggia del Bigallo, poi nei pressi di San Pier Scheraggio (sul luogo poi di edificazione della loggia dei Lanzi) e quindi, dalla metà del Trecento circa, dietro il palazzo dei Priori. Questi allevamenti esotici era relativamente comuni nelle città medievali, specialmente se legati all'animale araldico cittadino: a Pisa ad esempio si tenevano le aquile nella torre della Muda, mentre a Roma si tenevano lupe vive presso il Laterano; a Parigi esiste ancora la rue des Lions che ha la medesima origine della strada fiorentina.

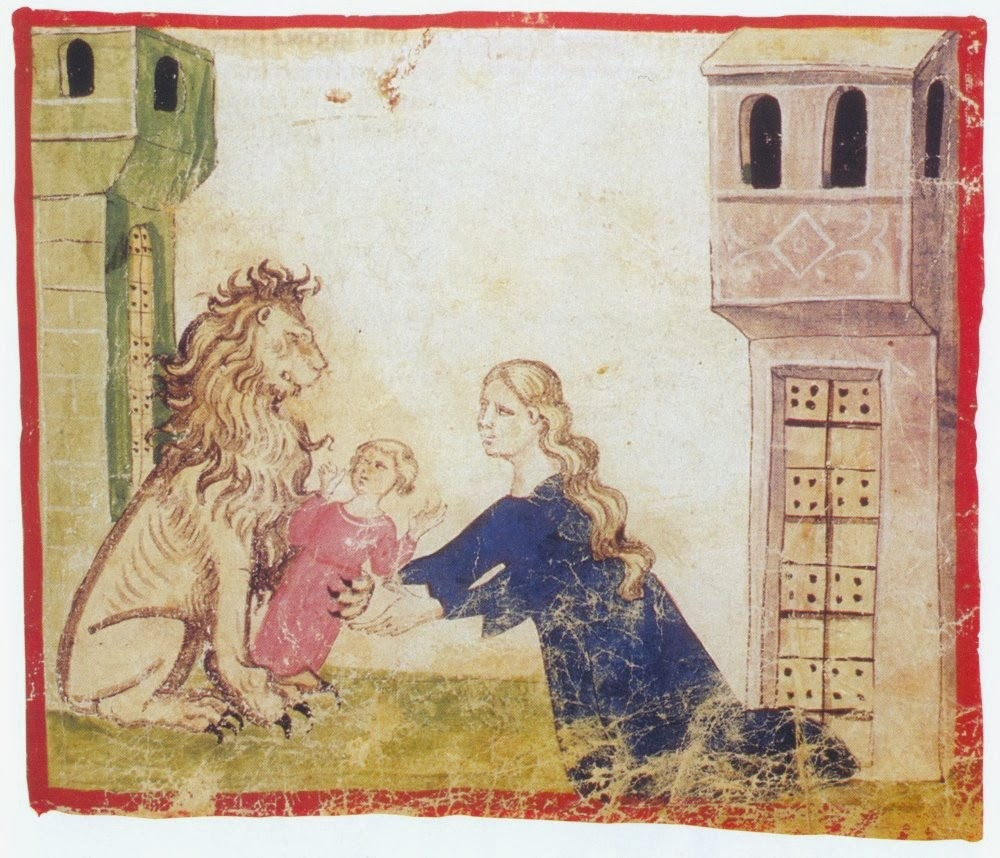
La vicenda di Orlandino in un manoscritto del XIV secolo

La storia più celebre legata a questo serraglio di leoni ebbe però luogo al tempo in cui esso si trovava in piazza San Giovanni, presso la torre del Guardamorto, come racconta Giovanni Villani. Apertasi una porta della gabbia per mala custodia del guardiano, ne uscì un leone che si mise a scorrazzare per la città, seminando il panico. Più o meno all'altezza di Orsanmichele trovò un bambino da solo, e lo prese tra le sue branche, ma la terrorizzata madre del fanciullo riuscì a salvarlo avvicinandosi all'animale senza venirne ferita né lei né il piccolo, che quindi si salvò indenne. Orlanduccio, così si chiamava, venne per questo prodigio adottato dalla Signoria, e divenne il capostipite della famiglia da allora detta dei "Leoni". 
Villani ricorda anche che quando nacquero due leoncini, al tempo del serraglio presso San Pier Scheraggio, e che, contrariamente a quanto riportato nei bestiari, non perirono per la cattività, vi furono grandi festeggiamenti quale segno di buona fortuna per il Comune. 
Un altro aneddoto, ricordato dal Bargellini, è quello di un priore degli Anziani che raccolse un vecchio cancello "della chiusa del leone" abbandonato nei pressi di piazza della Signoria e lo mandò alla propria villa, venendo però poi multato per appropriazione indebita di bene pubblico.
Così Goro Dati, ai primi del Quattrocento, descrisse la situazione al tempo del trasferimento in un edificio in muratura nell'attuale via dei Leoni: "Detro al palazzo della Signoria è una gran casa con gran cortile, dove stanno assai leoni, che figliano quasi ogni anno e ora quando mi partii ve ne lascia ventiquattro, tra maschi e femmine". Così tanti animali richiedevano misure eccezionali di custodia, che era considerata un privilegio: era infatti normalmente affidata a un personaggio di famiglia nobile, con alle spalle almeno trenta anni di regolarità tributaria, che doveva anche  necessariamente  portare la barba, segno di serietà e autorità.
La morte di un leone era invece considerata un segno nefasto: si ricordava ad esempio come la notte in cui perì Lorenzo il Magnifico due leoni del serraglio si sbranarono tra loro.

## Descrizione
La via, pavimentata a lastrico, svolge un ruolo determinante nella viabilità del centro storico, ponendosi in asse tra via del Proconsolo e via de' Castellani, che collegano piazza del Duomo con il tracciato dei lungarni.
Sulla strada si affacciano alcuni palazzi ma con facciate secondarie. A parte quella di Palazzo Vecchio, sormontata da un grande stemma Medici, vi si trovano un lato di palazzo Columbia-Parlamento, in angolo con piazza San Firenze e della Torre dei Filipetri, in angolo con piazza del Grano. Nell'antichità, al di sotto di Palazzo Vecchio e via dei Leoni, si trovava l'antico Teatro romano di Firenze.

### Edifici
| Immagine | N°      | Nome                                               | Descrizione |
| -------- | ------- | -------------------------------------------------- | --- |
|          | 1-3-5-7 | Palazzo Vecchio                                    | Durante il granducato di Ferdinando I de' Medici si completò la parte del palazzo su via dei Leoni, sulla base di un progetto già delineato da Giorgio Vasari per Cosimo I e per l'occasione rivisto da Bartolomeo Ammannati che diresse i lavori dal 1588 fino alla morte nel 1592, coadiuvato da Bernardo Buontalenti che gli successe alla guida del cantiere fino al 1596. Caratterizzato da un severo bugnato in pietraforte, vi si aprono un solenne portale con stemma e dedica a Cosimo I (che porta al terzo cortile del palazzo), e alcuni portali secondari, legati alle preesistenze medievali e utilizzati con fondaci (oggi ospitano alcuni uffici comunali). Le finestre sono squadrate e con le medesime cornici di bugnato con giunti convergenti, su cin que ordini e diverse per grandezza in ragione dell'affaccio da un piano principale o da un mezzanino. La parte più vicina alla piazza del Grano ha un parato più irregolare, in parte stuccato, con un pesante bugnato sulla costola e aperture più varie, tra cui due balconi (uno che gira l'angolo), finestre centinate, finestrelle di un vano scale e una terrazza aperta a loggiato, la terrazza di Saturno. |
|          | 2       | Torre dei Filipetri                                | Ben visibile nella veduta prospettica di Stefano Bonsignori del 1584, l'edificio è da identificare con la torre trecentesca della famiglia dei mercanti Filipetri, un ramo della quale furono i Talani che qui ebbero le loro case. In possesso di questi ultimi fino all'estinzione del casato, nel 1671, pervenne allo Spedale di Santa Maria Nuova. È da considerare un notevole esempio delle costruzioni fiorentine del tempo, nonostante le necessità abitative abbiano comportato l'apertura, nel muro a filaretto, di molte finestre. |
|          | 10      | Casa della Compagnia del Sacramento di San Remigio | La semplice abitazione, su tre assi per quattro piani, ha sulla facciata un pietrino circolare con due gigli incrociati uscenti da un calice,, a memoria del possedimento, in antico, da parte della Compagnia del Sacramento di San Remigio. |
|          | 12      | Palazzo Mancini                                    | Di dimensioni contenute ma di eleganti forme, il palazzo risulta costruito inglobando i resti di una torre degli Stiattesi, su commissione della famiglia Mancini che ne fu proprietaria nel corso del Cinquecento, e che già precedentemente era attestata nel quartiere con varie proprietà nella vicina zona poi occupata dalla grande fabbrica dei Filippini in piazza San Firenze. Si propone sulla via con tutta la dignità propria di un palazzo cinquecentesco, seppure variamente rimaneggiato nel corso dei secoli in ragione delle diverse destinazioni d'uso. Alcuni elementi delle murature trecentesche sono stati rimessi in luce durante i restauri che hanno interessato il palazzo negli anni settanta. Questi si affiancano sulla facciata agli elementi più tipicamente cinquecenteschi, quali le incorniciature a bugnato rustico del grande portone e della porta vicina (ora mostra di un esercizio commerciale) le cui dimensioni bene si spiegano in ragione dello stretto accesso trecentesco alla torre. |
|          | 14      | Palazzo Columbia Parlamento                        | La costruzione, che oggi si presenta all'esterno nelle forme assunte nell'Ottocento, sorge sui resti di antichi edifici tre quattrocenteschi di proprietà dei Peruzzi, in prossimità di quella che era la porta Peruzza della prima cerchia romana. Già attorno alla metà dell'Ottocento il palazzo è ricordato come sede di un elegante albergo, denominato Albergo dello Scudo. Come struttura ricettiva conobbe il suo momento di splendore nel periodo di Firenze Capitale (1865-1871), quando, favorita dalla vicinanza con le sedi del governo, fu individuata come punto di riferimento dai senatori e dai parlamentari della Camera (tanto da assumere la denominazione di Albergo del Parlamento), alcuni dei quali la scelsero come residenza stabile. Sul fronte di via dei Leoni è ben leggibile la successione degli archi ribassati del primo piano dell'antico palazzo tre quattrocentesco. |

### Lapidi

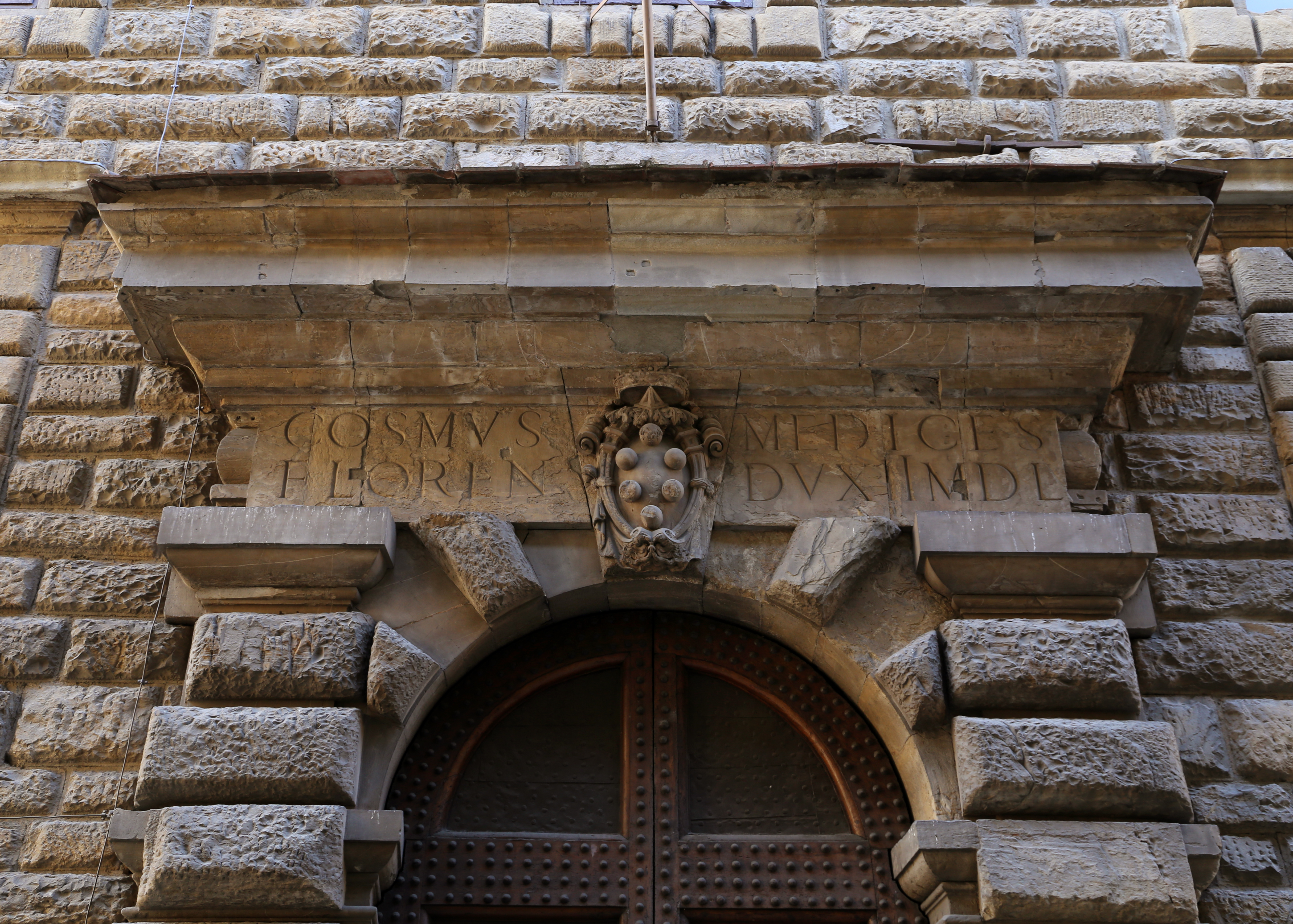
Iscrizione s stemma sul portale posteriore di palazzo Vecchio

La via non presenta lapidi, tuttavia sul fregio del portale posteriore di palazzo Vecchio si trova l'iscrizione "COSMVS MEDICES - FLOREN. DVX II MDL" (Cosimo I de' Medici, secondo duca di Firenze 1550). Cosimo era infatti il secondo duca dopo Alessandro de' Medici e diventerà il primo dei granduchi solo nel 1569.
Vi è apposto lo stemma mediceo, entro un'estrosa cornice disegnata probabilmente da Bernardo Buontalenti: comprende la corona ducale, l'anello di diamante (antico emblema mediceo) e un mascherone baffuto.